# آلوی چینی
آلوی چینی یا زردآلوی ژاپنی (نام علمی: Prunus mume) یک درخت برگریز و یکی از گونه‌های زیرسردهٔ Prunus متعلق به سردهٔ پرونوس است. شکوفه‌های این درخت از زمان‌های قدیم از موضوعات مورد توجهٔ نقاشان شرق آسیا بوده‌است. این درخت به هر دو گروه درختان آلو و زردآلو تعلق دارد. در انگلستان عموماً بیشتر از یک نوع زردآلو به عنوان یک نوع درخت آلو شهرت دارد.
در زبان ژاپنی پرونوس مومه، اومه (به ژاپنی: 梅 ウメ Ume) نامیده می‌شود.

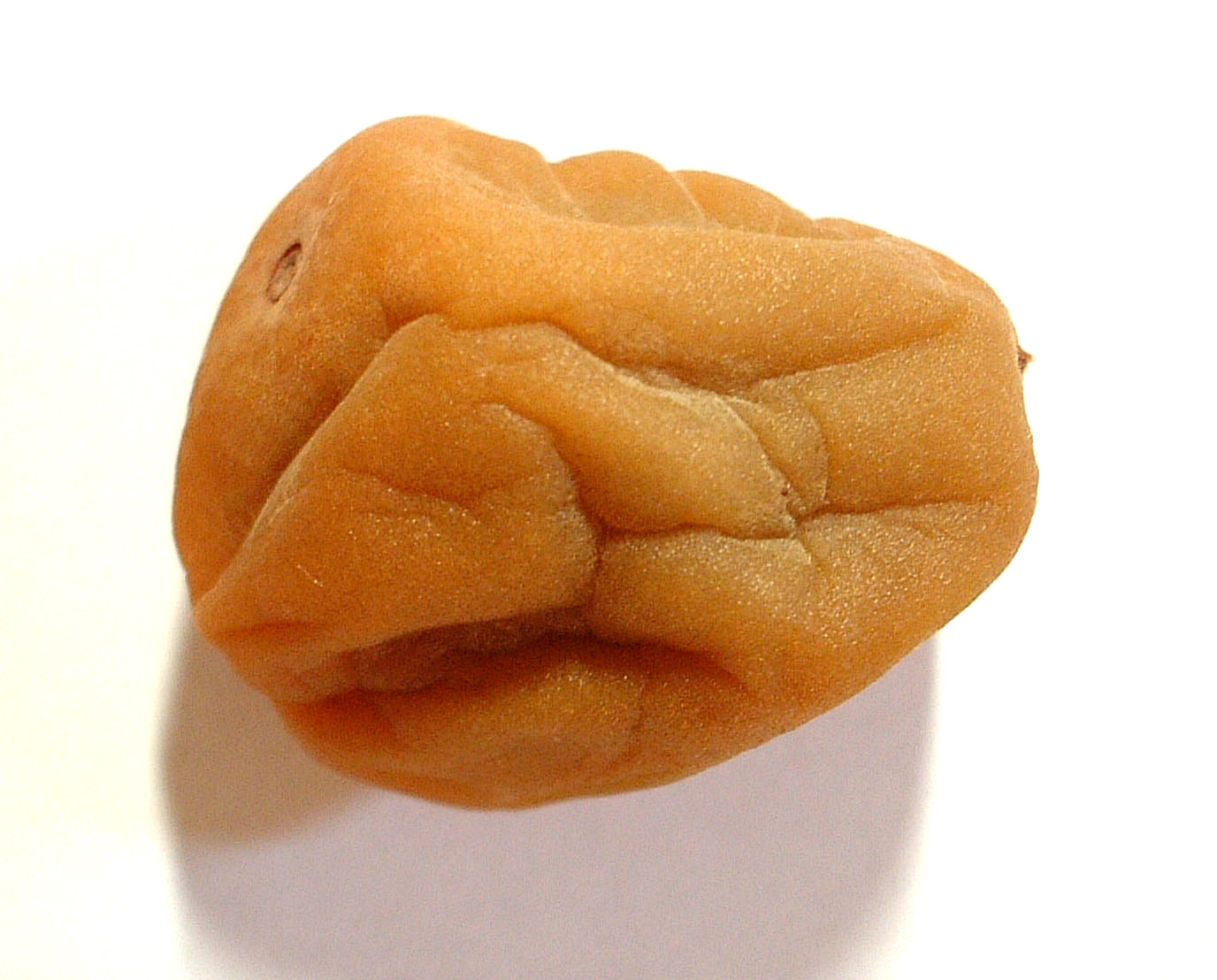
میوه آلوی چینی (زردآلوی ژاپنی)

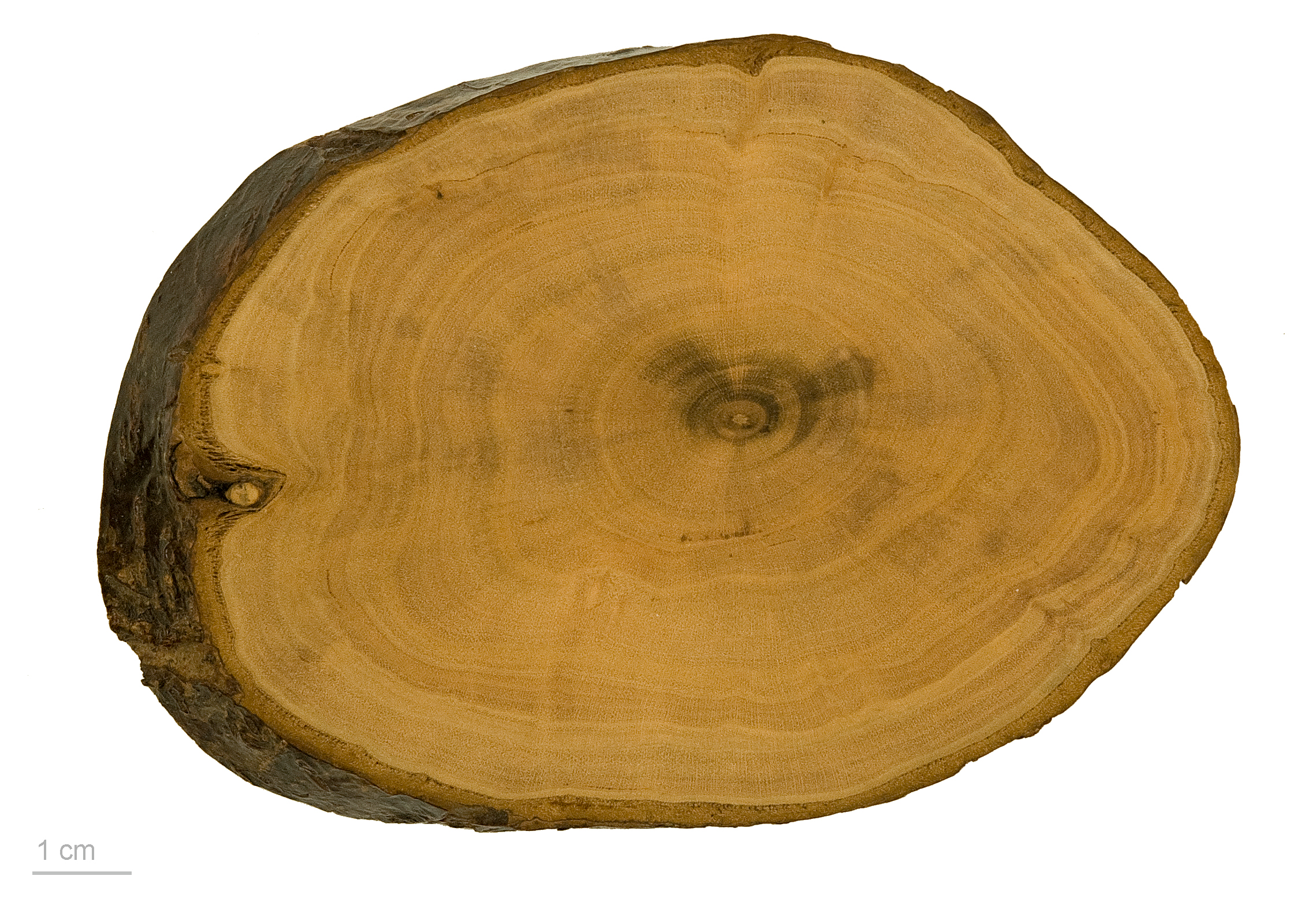
Prunus mume